# غادة علي
غادة علي هي منافسة ألعاب القوى ليبية، ولدت في 5 مايو 1989.

## وصلات خارجية
- غادة علي على موقع الاتحاد الدولي لألعاب القوى (الإنجليزية)
- غادة علي على موقع اللجنة الأولمبية الدولية (الإنجليزية)
- غادة علي على موقع أوليمبيديا (الإنجليزية)